# Рихард I (Бургундия)
Рихард I Застъпник (на френски: Richard le Justicier; * 858; † 921, Оксер, Франция) от род Бувиниди, е от 880 г. първият херцог на Бургундия.

## Живот
Син е на Бувин (842/862), граф на Метц, игумен на Горзе, и на Рихилда от Арл, дъщеря на Бозон Стари, граф на Арл, граф в Италия (Бозониди), и сестра на Теутберга, съпруга на Лотар II, краля на Лотарингия от Каролингите. Брат е на Бозон Виенски († 1 ноември 887), от 879 крал на Долна Бургундия, женен за Ерменгарда, дъщеря на Лудвиг II, и на Рихилда Прованска († 910/914), която е втора съпруга на император Карл Плешиви, (Каролинги) и на Радберт, 859/879, епископ на Валанс.
Рихард се жени 887/888 г. за Аделхайд, дъщеря на Конрад II и сестра на Рудолф I крал на Бургундия (Велфи). Съпругата му носи като зестра Графство Оксер.
След смъртта на император Лудвиг II (875) Рихард и брат му Бозон придружават техния зет, крал Карл Плешиви, в Италия, който в Рим е коронован за император от папата Йоан VIII. Бозон става dux и missus regius в Италия. През 877 г. Рихард заедно с Хуго Абас (Велфи) получава от брат си службата на missus в Италия.
Рихард е през 876 г. граф на Санс. През 880 г. той получава от Луи III и Карломан II от благодарност Графство Отун и като комтурство-игумен (laienabt) на Saint-Symphorien. Става граф след 887 г. на Тонер, Невер, Дижон и Шалон сюр Сон.
След смъртта на Бозон (887) Рихард помага на снаха си Ерменгарда Италианска като регентка на Долна Бургундия и завежда племенника си, Лудвиг Слепи, в двора на император Карл Дебели, който осиновява момчето.
През 888 г. Рихард побеждава норманите при Saint-Florentin. През 894 г. завладява Лангър, през 895 г. взема титлата комтурство-игумен на манастирите Sainte-Colombe в Санс и Saint-Germain в Оксер. През юли 911 г. Рихард в съюз с Робер I разбива норманите при Шартър, което води до сключване на договора от Saint-Clair-sur-Epte между Роло и Шарл III.
От 918 г. Рихард има титлата „граф и херцог на Бургундия“ (comes et dux Burgundiae). Той умира през август/септември 921 г. и е погребан в манастира Sainte-Colombe в Санс.

## Семейство
Рихард е женен от 887/888 г. за Аделхайд Бургундска (870 – 929), сестра на Рудолф I крал на Бургундия (Велфи). Баща е на:
- Раул (Рудолф) († 15 януари 936), херцог на Бургундия, крал на Франция (923 – 936).
- Ерменгарда, ∞ Гизелберт († 956), херцог на Бургундия
- Рихилдеа (Richeut), ∞ Леталд II, граф на Макон († 7 септември 965)
- Хуго Черния (Hugues le Noir; † 17 декември 952), 936 граф и маркграф на Прованс, херцог на Бургундия
- Бозон I († сл. 13 септември 935), граф на Прованс
- Аделхайд († сл. 920), ∞ Регинар II граф на Хенегау